# Brauerei Rapp
 (mai 2021).
Si vous disposez d'ouvrages ou d'articles de référence ou si vous connaissez des sites web de qualité traitant du thème abordé ici, merci de compléter l'article en donnant les références utiles à sa vérifiabilité et en les liant à la section « Notes et références ».
Brauerei Rapp est une brasserie à Kutzenhausen (Bavière).

## Histoire
En 1893, Georg Johann Rapp achète une auberge avec une brasserie.

## Production
- Export sans alcool
- Leicht
- Premium-Pils
- Pils
- Hell (Bayrisches Vollbier)
- Export
- Rappen Lager
- Weiße
- Weizen
- Leichte Weiße
- Festbier
- Märzen
- Rappen 1893
- Bock
- Rappiator
- Radler
- Rappen-Russ'n
- Malzbier (sans alcool)
- Weiße sans alcool
- Natur-Radler
- Sommerweiße